# Liste der australischen Hochkommissare in Indien

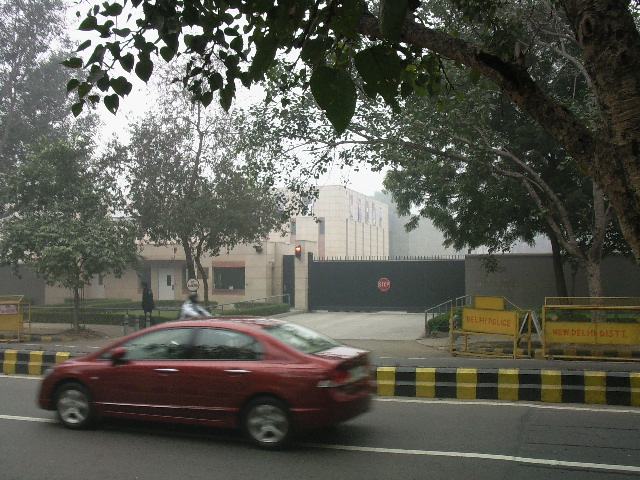
Australische Hohe Kommission: 1/50-G, Shantipath, Panchsheel Marg, Chanakyapuri, Neu-Delhi.

Der australische Hochkommissar in Indien war von 31. August 1960 bis 27. April 1984 regelmäßig auch bei den Regierungen in Nepal als Botschafter akkreditiert.

## Hochkommissare
| Ernannt       | Name                       | Bemerkungen | ernannt während der Regierung von | akkreditiert während der Regierung von | Posten verlassen |
| ------------- | -------------------------- | --- | --------------------------------- | -------------------------------------- | ---------------- |
| 1. Nov. 1943  | Iven Giffard Mackay        | (* 7. April 1882 in Grafton (New South Wales); † 30. September 1966) besuchte das Newington College und studierte an der Universität von Sydney, 1905–1910 lehrte an der Sydney Church of England Grammar School wurde assistierende Lehrkraft für Physik an der Universität von Sydney, 1918: 1st AIF, commanded 1st Inf. Brigade, 1940–1941: GOC 6 Div, 1941–1942: Home Forces, 1942–1943: 2nd Aust Army, 1943–1944: NG Force | Arthur Fadden                     | Archibald Wavell, 1. Earl Wavell       | 1948             |
| Okt. 1948     | Herbert Roy Pollock Gollan | (* 29. August 1892 in Gawler; † 28. März 1968 in Emerald (Victoria)) | Robert Menzies                    | Jawaharlal Nehru                       |                  |
| 1952          | Walter Crocker             | | Robert Menzies                    | Jawaharlal Nehru                       | 1955             |
| 1957          | Francis Hamilton Stuart    | | Robert Menzies                    | Jawaharlal Nehru                       | 1961             |
| 1958          | Walter Crocker             | ab 31. August 1960 auch in Katmandu akkreditiert. | Robert Menzies                    | Jawaharlal Nehru                       | 1962             |
| 10. Juni 1962 | William Beal Prichett      | Geschäftsträger (* 31. Januar 1921) S.C.E.G.S., Univ. of Syd.A.M.F. 1941–1945, Dept. of External (später Foreign) Affairs 1945–1973, diente in Indonesien, Deutschland, Indien, Singapur | Robert Menzies                    | Jawaharlal Nehru                       | 15. Juni 1963    |
| 16. Juni 1963 | James Plimsoll             | | Robert Menzies                    | Jawaharlal Nehru                       | 1965             |
| 26. Mai 1965  | Arthur Tange               | | Robert Menzies                    | Lal Bahadur Shastri                    |                  |
| 6. Nov. 1970  | Patrick Shaw               | [ 3 ] | John Gorton                       | Indira Gandhi                          |                  |
| 26. Sep. 1973 | Bruce A. Grant             | (* 1925 in Perth, WA; † 3. August 2022) besuchte die Perth Modern School und studierte an der Universität von Melbourne, 1959–1962: Senior External Affairs Representative bei der australischen Hohen Kommission London.1968-1972: Kolumnist für The Age | Gough Whitlam                     | Indira Gandhi                          | 1976             |
| 27. Feb. 1976 | Peter Campbell John Curtis | (* 8. September 1929; † 5. Mai 2013) besuchte das St Ignatius college in Sydney wurde Bachelor der Universität von Sydney, Master der Universität Oxford, trat 1957 in den auswärtigen Dienst (Dept of Foreign Affairs), 1969–1972: Botschafter in Laos, 1975: Botschafter in Beirut, 1982–1987: Botschafter in Paris, 1990: Botschafter in Brüssel und Luxemburg                                                               | Malcolm Fraser                    | Indira Gandhi                          | 18. Feb. 1980    |
| 18. Feb. 1980 | Gordon Noel Upton          | (* 24. Dezember 1920) besuchte die Canterbury Boys’ Sen, erlangte den Bachelor an der Universität von Sydney, 1966–1970: Hochkommissar in Colombo, 1970–1973: Department of Defence (Australien), 1973–1976: Gesandter an der Hohen Kommission in London | Malcolm Fraser                    | Indira Gandhi                          |                  |
| 7. Aug. 1984  | Graham Barton Feakes       | | Bob Hawke                         | Rajiv Gandhi                           | 1986             |
| 1988          | David Wyke Evans           | (* 13. März 1934) | Bob Hawke                         | Rajiv Gandhi                           | 1993             |
| März 1994     | Darren P. Gribble          | (* 22. Juli 1939) Brighton Grammar School, Bachelor der Universität Melbourne BCom, Diplom als International Adviser, 1990-1993: Botschafter in Seoul. | Paul Keating                      | P. V. Narasimha Rao                    | 25. Juli 1997    |
| 25. Juli 1997 | Rob Laurie                 | Nach der Operation Shakti (Atomwaffentest in Pokhran 1998 Operation Smiling Buddha) bezog die australische Regierung entschieden Stellung gegen die indische Regierung. | John Howard}                      | Inder Kumar Gujral                     |                  |
| 2001          | Penelope Wensley           | | John Howard}                      | Atal Bihari Vajpayee                   | 2004             |
| 2004          | John McCarthy              | | John Howard}                      | Manmohan Singh                         | Aug. 2009        |
| 24. Sep. 2009 | Peter Varghese             | [ 6 ] | Kevin Rudd                        | Manmohan Singh                         | 2012             |
| 22. Jan. 2013 | Patrick Suckling           | [ 7 ] | Julia Gillard                     | Manmohan Singh                         |                  |